# Yanjiahe (köpinghuvudort i Kina, Hubei Sheng, lat 31,21, long 115,12)
Yanjiahe (kinesiska: 阎家河) är en köpinghuvudort i Kina. Den ligger i provinsen Hubei, i den centrala delen av landet, omkring 110 kilometer nordost om provinshuvudstaden Wuhan. Antalet invånare är 31 297. Befolkningen består av 15 543 kvinnor och 15 754 män. Barn under 15 år utgör 16,0 %, vuxna 15-64 år 74 %, och äldre över 65 år 9,0 %.
Runt Yanjiahe är det tätbefolkat, med 331 invånare per kvadratkilometer. Närmaste större samhälle är Macheng, 9,5 km väster om Yanjiahe. I omgivningarna runt Yanjiahe växer i huvudsak blandskog.
Genomsnittlig årsnederbörd är 1 671 millimeter. Den regnigaste månaden är juli, med i genomsnitt 316 mm nederbörd, och den torraste är januari, med 36 mm nederbörd.